# 보천사 취계당 대사 부도
보천사 취계당 대사 부도는 전북특별자치도 군산시 서수면 축동리에 있는 승탑이다. 2005년 12월 27일 군산시의 향토문화유산 제11호로 지정되었다.

## 개요
취계당대사는 조선 인조 때의 고승으로 효종 3년(1652) 보천사에서 입적한 스님이다. 보천사에는 3기의 부도 중에 한 기인 취계당대사부도는 높이 140cm의 석종형 부도인데 부도의 면석에 부도의 주인이 취계당대사임을 알리는 명문이 음각되어 있다.